# نقش قشري
النمط القشري (بالإنجليزية: Cortical patterning)‏ هو مجال من مجالات علم الأعصاب التنموي الذي يهدف إلى تحديد كيفية توليد المناطق الوظيفية المختلفة للقشرة الدماغية، وحجمها وشكْلها، وكيف يتم تحديد نمطها المكاني عبر سطح القشرة. أشارت الدراسات المبكرة لآفات الدماغ إلى أن أجزاء مختلفة من القشرة تخدم وظائف إدراكية مختلفة، مثل الوظائف البصرية والحسية الجسدية والحركية، التي استوعبها برودمان بشكل جميل في عام 1909. يدعم المجال اليوم فكرة «البروتوماب»، وهو نمط جزيئي مسبق للمناطق القشرية خلال المراحل الجنينية المبكرة. البروتوماب هو سمة من سمات المنطقة البطينية القشرية، الذي يحتوي على الخلايا الجذعية الأولية للقشرة المعروفة باسم الخلايا الدبقية الشعاعية. ينتج نظام من مراكز الإشارات، موضوعة بشكل استراتيجي عند خط الوسط وحواف القشرة، بروتينات إشارات مفرزة تنشئ تدرجات تركيز في القشرية البدائية. يوفر هذا معلومات موضعية لكل خلية جذعية، وينظم الانتشار والتوليد العصبي والهوية المساحية. بعد التأسيس الأولي للهوية المساحية، تصل المحاور من المهاد النامي إلى وجهتها القشرية الصحيحة بواسطة عملية توجيه المحور العصبي وتبدأ في تكوين نِقَاط الاشتباك العصبي. ويعتقد بعد ذلك أن العديد من العمليات المعتمدة على النشاط تؤدي أدواراً هامة في نضج كل مجال.